# 日本のアラブ人
日本のアラブ人（にほんのアラブじん）は、日本に一定期間在住するアラブ人やその子孫である。日本に帰化や亡命した人、およびその子孫のことをアラブ系日本人と呼ぶ。

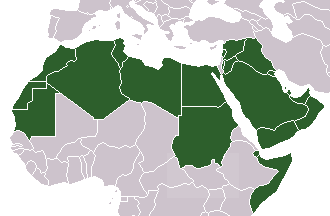
緑色はアラブ諸国とされる主な国々。

## 概要
2016年12月現在、在日アラブ諸国（アラブ連盟加盟国）国籍者の総数は6037人となっている。また、アラブ諸国出身者であってもベルベル人等の非アラブ人もおり、さらに、イスラエル、イラン、トルコやフランス、ブラジル、アルゼンチン、アメリカ合衆国等アラブ諸国以外の国籍の中にもアラブ人やアラブ系住民が多数存在するうえに、子孫や帰化者も含めた詳細な人数は不明である。

## 出身地
最も多いのがエジプト出身者で1,886人、次いでサウジアラビアの926人、シリア534人、モロッコ495人、チュニジア454人と続く。

## 著名な人物
- カルロス・ゴーン - レバノン系ブラジル人の実業家。日産自動車の元会長。
- 重信メイ - レバノン系及びパレスチナ系日本人のジャーナリスト
- 野口健 - レバノン系及びエジプト系日本人の登山家
- 師岡カリーマ・エルサムニー - エジプト系日本人のアラビア語講師、コラムニスト
- モハメド・ガリーブ - エジプト出身の舞踊研究者、国際的ダンスアーティスト、ダンス講師